# Dog Soldier
Dog Soldier war eine britische Bluesrock-Band Mitte der 1970er. Bandmitglieder waren Miller Anderson (Gitarre, Gesang), Derek Griffiths (Gitarre), Paul Bliss (Bass), Mel Simpson (Keyboard) und Keef Hartley (Schlagzeug).
Hartley und Anderson hatten bereits früher in der Keef Hartley Band erfolgreich zusammengearbeitet und waren u. a. 1969 beim Woodstock-Festival aufgetreten. 1975 taten sie sich wieder zusammen und gründeten Dog Soldier, als eine Art „Keef Hartley Band Reunion“.
Die Band brachte ein Album namens Dog Soldier, angelehnt an den „Hundesoldaten“, heraus. Danach verließen Hartley und Bliss die Gruppe. Mit Eric Dillon (Schlagzeug) und Jim Leverton (Bass) ging die Band noch einmal auf Tour und löste sich auf.
Hartley spielte nach Dog Soldier wieder bei Michael Chapman, Anderson zunächst bei Mick Taylor, dann bei T. Rex.

## Diskografie
- 1975: Dog Soldier (United Artists Records)